# Valerianòidies
Les valerianòidies (Valerianoideae) són una subfamília de plantes angiospermes de la família de les caprifoliàcies (Caprifoliaceae). Conté unes més de 300espècies, és una subfamília cosmopolita, però en destaca la zona mediterrània i l'andina.
Són plantes herbàcies, anuals o perennes, de vegades són enfiladisses. Poden ser pudents. Les flors són petites amb una corol·la més o menys polisimètrica. Algunes espècies s'utilitzen com a ornamentals, d'altres per a l'obtenció de principis medicinals i fins i tot com a aliment.

## Taxonomia
Aquesta subfamília va ser publicada per primer cop, sota el no de Valerianea, l'any 1820 a la revista Annales générales des sciences physiques pel botànic Constantine Samuel Rafinesque (1783-1840).

### Gèneres
Dins d'aquesta subfamília es reconeixien els cinc gèneres següents:
- Centranthus DC.
- Nardostachys DC.
- Patrinia Juss.
- Valeriana L.
- Valerianella Mill.

Recentment el gènere Centranthus ha estat integrat dins de Valeriana, esdevenint un sinònim d'aquest.